# Somalia na Mistrzostwach Świata w Lekkoatletyce 2009
Somalia na Mistrzostwach Świata w Lekkoatletyce 2009 – reprezentacja Somalii podczas czempionatu w Berlinie liczyła tylko 1 zawodnika.

## Występy reprezentantów Somalii

### Mężczyźni
- Bieg na 5000 m
  - Mohamed Ali Mohamed czasem 14:34,62 ustanowił rekord życiowy i zajmując 35. miejsce w eliminacjach i nie awansowała do finału